# Ronnie Peterson
Ronnie Peterson (švédskyˈrɔni ˈpɛtɛʂon) (14. února 1944 Örebro, Švédsko – 11. září 1978 Milán, Itálie) byl švédský automobilový závodník, pilot formule 1.

## Kariéra
K jeho prvním úspěchům patřilo vítězství v závodě formule 3 v roce 1969. V březnu roku 1970 poprvé startoval ve formuli 1. V tomto roce bez výrazných úspěchů, ale v následujícím roce 1971 se stal vicemistrem světa. Nestačil pouze na Jackieho Stewarta. I v roce 1973 bojoval o titul mistra světa, tentokrát skončil na třetí pozici, když se před ním umístili Jackie Stewart a Emerson Fittipaldi. V následujících letech jeho kariéra šla strmě dolů. Pokoušel se uspět v týmu Lotus a March. Poté zkoušel šestikolový Tyrrell, také bez výrazných úspěchů.

## Tragický ročník
Počátkem roku 1978 v jeho kariéře sehrál roli manžel pilotky formule 1 Lelly Lombardiové hrabě Zanon, majitel společnosti Lavazza, jednoho z důležitých sponzorů Lotusu, který tak dlouho naléhal na Colina Chapmana vedoucího stáje Lotus až Ronnieho znovu zaměstnal. Ve smlouvě se však dohodli, že v týmu bude mít pozici číslo 2. Jedničkou byl americký jezdec Mario Andretti. V této sezóně se týmu podařilo postavit bezkonkurenční vůz a tak se Mario Andretti usadil na první pozici a Ronnie plnil podmínky smlouvy a držel se hned za ním, i když bylo často patrné, že by Andrettiho snadno překonal. Do konce sezóny zbývaly tři závody. V neděli 10. září 1978 se startovalo v italské Monze. Závod byl chybně odstartován, protože vozy v zadní části pole ještě nezastavily po dojezdu zahřívacího kola, a tím vlastně měly letmý start a byly rychlejší než vozy před nimi. Tím po startu nastal zmatek a několik vozů havarovalo. Petersonův Lotus narazil v plné rychlosti do svodidel a Vittorio Brambilla nezvládl situaci a narazil do boku Lotusu, kde byla nádrž. Ta se nárazem vznítila. Angličanovi Jamesu Huntovi se podařilo těžce raněného Petersona dostat z vozu a poté se ho ujali lékaři. Jeho zranění bylo však natolik vážné, že druhý den 11. září brzy ráno v nemocnici v Miláně zemřel na plicní embolii.
Během své kariéry desetkrát vyhrál velkou cenu, nasbíral 206 bodů, čtrnáctkrát vyhrál pole position a devětkrát měl nejrychlejší čas.